# Cantone di Cavaillon
Il Cantone di Cavaillon è una divisione amministrativa dell'arrondissement di Apt.
A seguito della riforma complessiva dei cantoni del 2014 è passato da 6 a 2 comuni.

## Composizione
Prima della riforma del 2014 comprendeva i comuni di:
- Caumont-sur-Durance
- Cavaillon
- Cheval-Blanc
- Robion
- Taillades
- Maubec

Dal 2015 comprende i comuni di:
- Caumont-sur-Durance
- Cavaillon